# Johan Polyander van den Kerckhove (1594-1660)

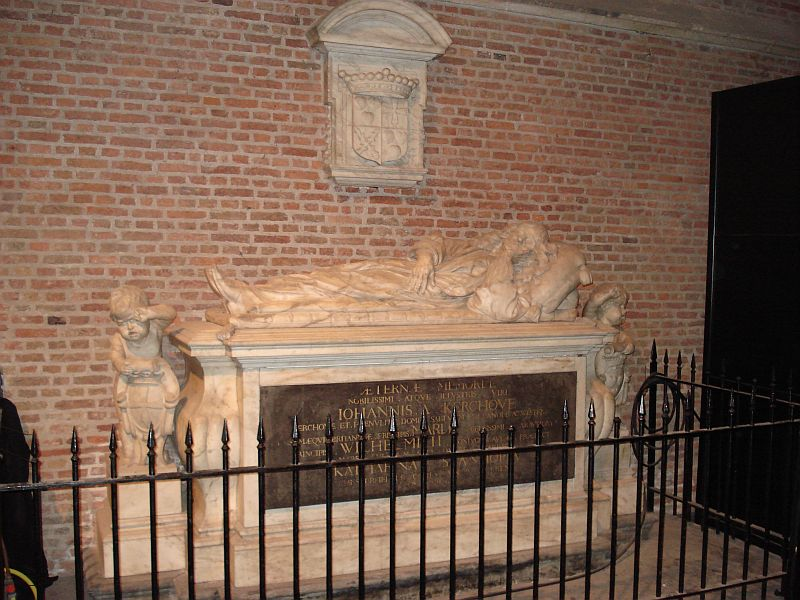
Praalgraf van Joh. a Kerchove Jr. in de Pieterskerk in Leiden, door Rombout Verhulst (1624 - 1698)

Johan Polyander genaamd van den Kerckhove(n) (Dordrecht, 24 augustus 1594 – Sassenheim, 7 maart 1660), heer van Heenvliet, veelal kortweg genaamd Heenvliet (en in Engeland: Jehan / John Poliander Kirkoven, Lord of Henfleet genoemd), was de zoon van een beroemd theoloog (gematigd contraremonstrants) en rector magnificus van Leiden, Johan Polyander van Kerckhoven (1568-1646) en Judith Nuyts.
De diplomaat Kerckhoven jr. was heer van Heenvliet en Sassenheim en ruwaard van Putten, voorts opper-jagermeester, groot-valkenier en luitenant-houtvester van Holland en West-Friesland. Hij was een van de favorieten van de prins van Oranje, stadhouder Frederik Hendrik. Zo werd hij ambassadeur aan het Hof van koning Karel I van Engeland en hofmeester van Mary, de oudste dochter van Karel I, prinses van Engeland, prinses-douairière van Oranje.

## Wapen
- Gedeeld: -- I: in zilver een kerk van natuurlijke kleur op losse groene grond;

-- II: doorsneden: a) in goud een zwarte vogel staande op de onderrand; b) in zilver een gouden brouwerskuip.
- Wrong: zilver, zwart en goud.

- Helmteken: een kerk van natuurlijke kleur.

- Dekkleden: zilver en goud, gevoerd van zwart.

- Tekst: Ontleend aan Seneca in Medea: Qui statuit aliquid parte inauditâ alterâ / Æquum licet statuerit, haud æquus fuit. -- ('Wie een beslissing neemt zonder de tegenpartij te horen, is onrechtvaardig, zelfs als hij rechtvaardig beslist').

## Loopbaan
Johan Polyander jr. volgde niet de theologische familietraditie. Hij studeerde te Leiden (artes) 29 maart 1612, te Orléans (rechten) 4 mei 1615, (j.u.d.) november 1615/ januari 1616, te Angers (waar hij lid was  van de Nederlandse studentenvereniging, de  zogeheten Nederlandse natie) 20 juli 1615. Hij was in 1619 gevestigd als rechtsgeleerde (advocaat) te Amsterdam in de Warmoesstraat. Zijn eerste huwelijk (Amsterdam, 5 februari 1620) was met de Amsterdamse Anna van Wesick (incorrect ook: Van Veseke; 1598 – 10 maart 1640), dochter van Dirck van Wesick en Anna Jansdr. Carel. Haar vader was het met de op 6 december 1619 gedane huwelijksaankondiging oneens.
Polyander jr. werd weldra hoveling en diplomaat. Hij was een naaste medewerker en vertrouweling van prins Frederik Hendrik. Hij kocht de vrije heerlijkheid Heenvliet in 1627. Onder zijn beheer stegen de inkomsten uit dit landgoed van 2630 gulden per jaar naar 4268, een groei van 63%.
Als vertrouweling van de prins trad hij binnenlands ook op als curator van de Illustere school te Breda, waarvan hij (vanaf 1646) met twee andere zeer hooggeplaatste ambtenaren (de theoloog, hofpredikant en tutor van prins Willem II van Oranje André Rivet en de secretaris van de stadhouder, Constantijn Huygens) het driehoofdig curatorium vormde.
Heenvliet maakte in 1641 prominent deel uit van de diplomatieke delegatie die de onderhandelingen moest voeren voor het huwelijk van prins Willem II van Oranje, zoon van Frederik Hendrik, en de Engelse prinses Mary Henrietta Stuart, de oudste dochter van koning Karel I. In april 1641 voer admiraal Tromp (luitenant-admiraal van Holland en West-Friesland), de veertienjarige prins Willem II van Oranje-Nassau naar Engeland over voor diens huwelijk met de negenjarige prinses Mary. Met een vloot van twintig schepen voer Tromp uit. In Engeland werd tot het huwelijk besloten en het werd aanstonds in Londen voltrokken, op 2 mei 1641, maar werd vervolgens de eerste jaren niet geconsummeerd, vanwege de jonge leeftijd van de bruid. In juni bracht Tromp de jonge prins terug naar de Republiek, maar pas in 1642 kwam prinses Mary met haar moeder naar Nederland over.

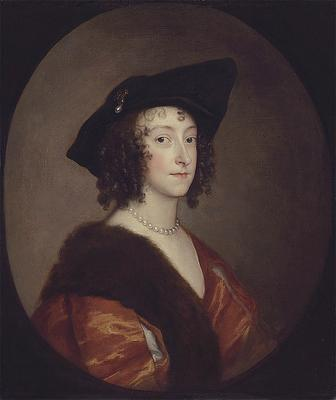
Portret (1636) van Katherine, Lady Stanhope, later gravin van Chesterfield (1609-1667), door Anthony van Dyck (1599-1641)

Heenvliet was in zijn tweede huwelijk getrouwd met Lady Katherine Stanhope (1609–1667), weduwe van Henry, Lord Stanhope, en latere gravin van Chesterfield. Heenvliet huwde haar in 1641, toen hij deel uitmaakte van de bovengenoemde diplomatieke delegatie. Toen het prinselijk huwelijk gesloten was, volgde Lady Stanhope haar nieuwe echtgenoot naar Holland, waar zij vervolgens de gouvernante en raadsvrouwe zou worden van prinses Mary. In 1644 begon Mary haar rol in het openbare leven te spelen als schoondochter van de stadhouder.
Frederik Hendrik was een van de grootste geldschieters van Karel I tijdens de Engelse Burgeroorlog. Hij trachtte met dit koninklijk huwelijk voor zijn zoon zijn eigen monarchistische aspiraties kracht bij te zetten. "De verbinding met het huis Stuart verhief het Oranjehuis tot hoog aanzien onder de vorstelijke Europese kringen. De machtige positie werd daarmee officieel erkend"
In de Pieterskerk te Leiden liet Heenvliet voor zijn vader een marmeren epitaaf aanbrengen. Hijzelf is daar in opdracht van zijn weduwe Lady Stanhope vereeuwigd met een graftombe, vervaardigd door Rombout Verhulst.

## Huwelijken en kinderen
Uit zijn eerste huwelijk (Amsterdam, 1620), met Anna van Wesick (1598-1640), had Heenvliet ten minste twee dochters: Anna (1620 - 27 maart 1697) en Walburg (1626-1686). Zij hadden ook ten minste één zoon: jonker Johan Godert van den Kerckhoven Polyander, gedoopt op 1 juni 1629 in 's Gravenhage, begraven op 28 april 1685 in Monster, Zuid-Holland. Deze was baljuw van de heerlijkheden in het Westland (Monster en 's-Gravenzande).
Heenvliets zoon Charles Henry (Den Haag, 9 mei 1643 – 1682/1683), de enige uit zijn tweede huwelijk met Lady Stanhope, werd op 13 september 1660 tot Engelsman genaturaliseerd, samen met zijn zuster Amelie (Emeline), die niet lang nadien (in 1663) ongetrouwd overleed. Charles Henry koos evenals zijn vader een ambtelijke / bestuurlijke loopbaan (als drossaard van Breda) en was evenzo verbonden aan het stadhouderlijk hof. Hij behoorde eerst als Lord Wotton, en later als Charles van der Kerckhove, graaf van Bellomont, tot de Engelse aristocratie.
Ditzelfde gold ook voor Dorothea Helena van den Kerckhove, gravin van Derby, die weliswaar te boek staat als dochter van Johan Polyander van den Kerckhove, lord Heenvliet, maar van wie de werkelijke verwantschapsrelatie met hem toch niet opgehelderd is.

## Bronmateriaal
- Achttien brieven van / aan Constantijn Huygens van / aan Johannes Polyander van Kerckhoven jr., uit de periode 1608 – 1687, op: .
- Het Utrechts archief / De Monumenta-handschriften van Aernout van Buchel / Inscriptiones Van Buchel p. 415, op: .